# Nintendo Today!
Nintendo Today!は、任天堂が提供するデジタルカレンダー兼ニュース配信モバイルアプリであり、同社製品に関するニュースを中心に、カレンダーを通じて現実世界およびゲーム内の今後のイベントをユーザーに知らせることを目的としている。このサービスはニンテンドーアカウントを持つユーザーであれば利用可能である。Nintendo Today!は2025年3月27日のNintendo Directプレゼンテーションで発表され、同日中にAndroidおよびiOS向けに配信が開始された。

## 機能
ユーザーはアプリのテーマを『スーパーマリオ』、『ゼルダの伝説』、『スプラトゥーン』、『どうぶつの森』、『ピクミン』といったシリーズから選択することができる。その後、任天堂の各種シリーズの中から興味のあるシリーズを選択可能である。また、特定のイベントに関連した日付を、対象となるNintendo Switchやモバイル向けタイトル、Nintendo Switch Onlineのコンテンツ配信（クラシックゲームやNintendo Musicのサウンドトラック配信を含む）、Nintendo Direct、ゲーム発売日、実際のイベントに対応させ、アプリ内カレンダーに表示できる。ニュースやコンテンツは毎日更新され、とくにNintendo Switch 2関連のニュースは、今後予定されている本体発表のNintendo Direct以後は毎日配信される予定である。最新の任天堂関連ニュースやイベントを伝えるだけでなく、Nintendo Today!はユーザーの関心に基づいてコミック、ニュース以外の動画、クイズその他のコンテンツも配信する。また、アプリはiOSのウィジェット機能に対応しており、カレンダーやコンテンツをロック画面やホーム画面に表示することも可能である。

## 発表とリリース
Nintendo Today!は2025年3月27日のNintendo Direct放送で発表され、その直後にAndroidおよびiOS向けに配信が開始された。翌日の2025年3月28日には、2027年公開予定のゼルダの伝説の実写映画の公開日を独占的に発表するために同アプリが利用された。その後、2025年6月10日には『スプラトゥーン3』のアップデートおよび新作ゲーム『Splatoon Raiders』の発表に同アプリが用いられた。